# Akateko (langue)
Pour l’article homonyme, voir Akateko.
L'akateko (ou acatèque) est une langue maya parlée au Guatemala et au Mexique.

## Répartition géographique
La communauté akateka, au Guatemala, vit dans les municipios de San Rafael La Independencia, San Miguel Acatán, et à Jo'om dans le municipio de San Sebastián Coatán. Ces municipios sont situés dans le  département de Huehuetenango. Au recensement de 2002, 39 370 personnes se sont déclarées akatekos.
La langue est aussi parlée au Mexique, essentiellement par des réfugiés akatekos ayant fui le Guatemala, durant la guerre civile.

## Écriture
La langue, comme les autres langues mayas du Guatemala est dotée d'une écriture basée sur l'alphabet latin, dérivée, en partie, de l'orthographe espagnole.

## Phonologie
Les tableaux suivants présentent les phonèmes de l'akateko, avec à gauche l'orthographe en usage au Guatemala.

### Voyelles
|         | Antérieure    | Centrale      | Postérieure   |
| ------- | ------------- | ------------- | ------------- |
| Fermée  | i [i] ii [iː] |               | u [u] uu [uː] |
| Moyenne | e [e] ee [eː] |               | o [o] oo [oː] |
| Ouverte |               | a [a] aa [aː] |               |

### Consonnes
|               |               | Bilabiale | Alvéolaire | Rétrofl.  | Palatale  | Vélaire | Uvulaire | Glottale |
| ------------- | ------------- | --------- | ---------- | --------- | --------- | ------- | -------- | -------- |
| Occlusives    | Sourdes       | p [p]     | t [t]      |           |           | k [k]   | q [q]    | ’ [ʔ]    |
| Occlusives    | Éjectives     |           | tʼ [tʼ]    |           |           | kʼ [kʼ] | qʼ [qʼ]  |          |
| Occlusives    | Implosives    | bʼ [ɓ]    |            |           |           |         |          |          |
| Fricatives    | Fricatives    |           | s [s]      | x [ʂ]     | xh [ʃ]    |         | j [χ]    |          |
| Affriquées    | Sourdes       |           | tz [t͡s]    | tx [t͡ʂ]   | ch [t͡ʃ]   |         |          |          |
| Affriquées    | Éjectives     |           | tzʼ [t͡sʼ]  | txʼ [t͡ʂʼ] | chʼ [t͡ʃʼ] |         |          |          |
| Nasales       | Nasales       | m [m]     | n [n]      |           |           |         |          |          |
| Liquides      | Liquides      |           | l [l]      |           |           |         |          |          |
| Roulées       | Roulées       |           | r [r]      |           |           |         |          |          |
| Semi-voyelles | Semi-voyelles | w [w]     |            |           | y [j]     |         |          |          |